# Championnat d'Estonie de football 2023
Navigation
Meistriliiga 2022 Meistriliiga 2024
La saison 2023 du Championnat d'Estonie de football est la 33e de l'élite du football estonien.
Les dix meilleurs clubs du pays sont regroupés au sein d'une poule unique où ils s'affrontent quatre fois. En fin de saison, le dernier du classement est relégué et remplacé par le champion de deuxième division, tandis que le 9e affronte le vice-champion de D2 en barrage de promotion-relégation.
Le Flora Tallinn est le tenant du titre.
Après avoir assuré son maintien lors des barrages de maintien en fin de saison 2022, le TJK Legion annonce le 23 décembre 2022 son retrait de la première division pour des raisons financières. Le club évoluera en 2023 en deuxième division, le Vaprus Pärnu qui devait être relégué directement sera donc repêché.
Le Flora Tallinn remporte son 15e titre de champion d'Estonie, assurant son sacre lors de la dernière journée.

## Participants
| \| Tallinn : Flora Tallinn Levadia Tallinn Nõmme Kalju JK Tallinna Kalev Tallinn Paide Harju Kuressaare Tartu Narva Pärnu \| Localisation des clubs engagés dans le championnat. |
| Tallinn : Flora Tallinn Levadia Tallinn Nõmme Kalju JK Tallinna Kalev Tallinn Paide Harju Kuressaare Tartu Narva Pärnu                                                           |

| Club                | Dernière montée | Classement 2022 | Entraîneur                 | Depuis | Stade                    | Capacité théorique |
| ------------------- | --------------- | --------------- | -------------------------- | ------ | ------------------------ | ------------------ |
| Flora Tallinn       | 1992            | 1er             | Jürgen Henn                | 2018   | A. Le Coq Arena          | 14 336             |
| Levadia Tallinn     | 1999            | 2e              | Curro Torres               | 2023   | A. Le Coq Arena          | 14 336             |
| Paide Linnameeskond | 2009            | 3e              | Karel Voolaid              | 2022   | Stade Paide              | 500                |
| Nõmme Kalju         | 2008            | 4e              | Kaido Koppel               | 2022   | Stade Hiiu               | 500                |
| FC Kuressaare       | 2018            | 5e              | Roman Kozhukhovskyi        | 2019   | Kuressaare linnastaadion | 2 000              |
| Tammeka Tartu       | 2005            | 6e              | Carlos Miguel Sousa Santos | 2022   | Stade Tamme              | 1 750              |
| Narva Trans         | 1992            | 7e              | Sergei Terehhov            | 2023   | Kalev FAMA Staadion      | 2 000              |
| JK Tallinna Kalev   | 2022            | 8e              | Daniel Meijel              | 2022   | Stade central de Kalev   | 11 500             |
| JK Vaprus Pärnu     | 2021            | 10e             | Igor Prins                 | 2023   | Pärnu Rannastaadion      | 1 501              |
| Harju JK Laagri     | 2023            | 1er (Esiliiga)  | Victor Da Silva            | 2019   | Stade de Laagri          | 1 000              |

Légende des couleurs
- Tour préliminaire de la Ligue des champions 2023-2024
- Premier tour de qualification de la Ligue Europa Conférence 2023-2024
- Promu d'Esiliiga 2022

## Compétition
Le classement est calculé avec le barème de points suivant : une victoire vaut trois points, le match nul un. La défaite ne rapporte aucun point.
Critères de départage :
1. Le moins de matchs annulés ou reportés ;
2. Faces-à-faces ;
3. Différence de buts dans les faces-à-faces ;
4. Le nombre général de victoires ;
5. Meilleure différence de buts générale ;
6. Nombre général de buts marqués

### Classement
| Rang | Équipe                | Pts | J  | G  | N  | P  | Bp | Bc | Diff |
| ---- | --------------------- | --- | -- | -- | -- | -- | -- | -- | ---- |
| 1    | FC Flora Tallinn T    | 79  | 36 | 23 | 10 | 3  | 74 | 24 | +50  |
| 2    | FCI Levadia Tallinn C | 77  | 36 | 22 | 11 | 3  | 67 | 24 | +43  |
| 3    | JK Tallinna Kalev     | 53  | 36 | 14 | 11 | 11 | 49 | 41 | +8   |
| 4    | Paide Linnameeskond S | 53  | 36 | 13 | 14 | 9  | 50 | 34 | +16  |
| 5    | JK Nõmme Kalju        | 49  | 36 | 12 | 13 | 11 | 50 | 42 | +8   |
| 6    | JK Vaprus Pärnu       | 48  | 36 | 12 | 12 | 12 | 40 | 43 | -3   |
| 7    | FC Kuressaare         | 43  | 36 | 12 | 7  | 17 | 36 | 60 | -24  |
| 8    | FC Narva Trans        | 38  | 36 | 12 | 2  | 22 | 32 | 64 | -32  |
| 9    | JK Tammeka Tartu      | 27  | 36 | 5  | 12 | 19 | 33 | 65 | -32  |
| 10   | Harju JK Laagri P     | 23  | 36 | 5  | 8  | 23 | 27 | 61 | -34  |

Qualifications européennes
Ligue des champions 2024-2025
- 1er : 1er tour de qualification

Ligue Conférence 2024-2025
- C, 3e et 4e : 1er tour de qualification

Relégation en Esiliiga
- Barrages de relégation
- Relégation

Abréviations
- T : Tenant du titre
- C : Vainqueur de la Coupe d'Estonie 2023-2024
- S : Vainqueur de la Supercoupe d'Estonie 2023
- P : Promu de deuxième division

### Résultats
| Résultats (▼dom., ►ext.)                                   | LEV | FLO | HAR | KUR | NAR | NOM | PLM | KAL | TAM | VAP |
| FCI Levadia Tallinn                                        |     | 0-0 | 6-1 | 4-1 | 3-0 | 2-1 | 2-0 | 2-1 | 3-0 | 0-0 |
| FC Flora Tallinn                                           | 0-2 |     | 4-0 | 4-0 | 5-0 | 3-1 | 0-0 | 3-0 | 1-1 | 4-0 |
| Harju JK Laagri                                            | 2-1 | 0-1 |     | 1-1 | 1-2 | 1-2 | 0-1 | 0-2 | 2-3 | 1-2 |
| FC Kuressaare                                              | 0-2 | 1-4 | 1-1 |     | 3-0 | 2-0 | 1-4 | 1-2 | 3-1 | 1-2 |
| FC Narva Trans                                             | 0-2 | 0-1 | 2-0 | 0-1 |     | 0-2 | 0-0 | 2-1 | 2-0 | 0-2 |
| JK Nõmme Kalju                                             | 0-1 | 2-2 | 1-1 | 2-0 | 2-0 |     | 1-1 | 1-2 | 1-2 | 1-0 |
| Paide Linnameeskond                                        | 1-1 | 1-3 | 1-0 | 0-1 | 2-1 | 0-0 |     | 0-1 | 0-0 | 0-1 |
| JK Tallinna Kalev                                          | 0-2 | 0-2 | 1-1 | 0-3 | 0-1 | 0-0 | 1-1 |     | 1-1 | 1-1 |
| JK Tammeka Tartu                                           | 2-2 | 0-3 | 2-0 | 0-0 | 1-1 | 0-2 | 0-0 | 1-2 |     | 2-3 |
| JK Vaprus Pärnu                                            | 0-0 | 1-5 | 0-1 | 1-2 | 1-0 | 1-1 | 2-2 | 0-2 | 1-0 |     |
| - Victoire à domicile - Match nul - Victoire à l'extérieur |     |     |     |     |     |     |     |     |     |     |

| Résultats (▼dom., ►ext.)                                   | LEV | FLO | HAR | KUR | NAR | NOM | PLM | KAL | TAM | VAP |
| FCI Levadia Tallinn                                        |     | 2-1 | 1-1 | 4-0 | 3-0 | 3-0 | 1-0 | 1-1 | 2-1 | 0-0 |
| FC Flora Tallinn                                           | 2-2 |     | 2-0 | 3-0 | 1-4 | 0-0 | 2-1 | 1-0 | 3-0 | 1-1 |
| Harju JK Laagri                                            | 0-1 | 2-3 |     | 1-1 | 0-2 | 1-0 | 0-1 | 0-2 | 3-0 | 0-4 |
| FC Kuressaare                                              | 2-1 | 0-3 | 1-1 |     | 1-0 | 0-2 | 0-4 | 1-1 | 1-1 | 1-0 |
| FC Narva Trans                                             | 0-1 | 1-3 | 1-3 | 2-0 |     | 2-1 | 1-3 | 2-1 | 2-0 | 0-4 |
| JK Nõmme Kalju                                             | 4-3 | 0-0 | 1-0 | 4-1 | 4-0 |     | 3-3 | 1-2 | 4-1 | 1-1 |
| Paide Linnameeskond                                        | 2-2 | 0-0 | 4-0 | 1-0 | 1-2 | 2-0 |     | 1-1 | 6-3 | 3-0 |
| JK Tallinna Kalev                                          | 1-2 | 1-1 | 2-1 | 1-3 | 5-0 | 1-1 | 2-1 |     | 1-1 | 1-0 |
| JK Tammeka Tartu                                           | 0-0 | 1-2 | 2-1 | 0-1 | 3-0 | 1-1 | 1-2 | 2-7 |     | 0-0 |
| JK Vaprus Pärnu                                            | 0-3 | 0-1 | 0-0 | 3-1 | 3-2 | 3-3 | 1-1 | 0-2 | 2-0 |     |
| - Victoire à domicile - Match nul - Victoire à l'extérieur |     |     |     |     |     |     |     |     |     |     |

### Barrage de relégation
À la fin de la saison, l'avant-dernier de Meistriliiga affronte la deuxième meilleure équipe d'Esiliiga (qui n'est pas une équipe réserve) pour tenter de se maintenir. 
Le match aller a lieu le 29 novembre 2023 et le match retour le 3 décembre 2023.
| Équipe              | Aller | Total | Retour | Équipe                |
| ------------------- | ----- | ----- | ------ | --------------------- |
| Viimsi JK (en) (D2) | 0 - 5 | 1 - 6 | 1 - 1  | JK Tammeka Tartu (D1) |

Légende des couleurs
- Le club se maintient en première division.
- Promotion en première division.
- Le club reste en deuxième division.
- Relégation en deuxième division.

## Bilan de la saison
| Championnat d'Estonie de football 2023  |                              |
| Champion                                | FC Flora Tallinn (15e titre) |
| Qualifications continentales            |                              |
| Ligue des champions de l'UEFA 2024-2025 | FC Flora Tallinn             |
| Ligue Conférence 2024-2025              | FCI Levadia Tallinn          |
| Ligue Conférence 2024-2025              | JK Tallinna Kalev            |
| Promotions et relégations               |                              |
| Promus en Meistriliiga                  | FC Nõmme United (en)         |
| Relégués en Esiliiga                    | Harju JK Laagri (en)         |